# Юджин Теклбери
Юджи́н Те́клбери (англ. Eugene Tackleberry) — вымышленный полицейский, один из ключевых персонажей серии художественных фильмов «Полицейская академия» в исполнении американского актёра Дэвида Графа. Известен своей чрезмерной любовью к огнестрельному оружию и верностью военным порядкам. Теклбери можно кратко охарактеризовать как «любителя пострелять», — такую ёмкую и простую характеристику ему даёт кинообозреватель газеты «Washington Post» Ричард Харрингтон. Как Ларвелл Джонс и комендант Лассард, Теклбери появляется во всех семи фильмах, одноимённом телесериале, а также в мультсериале.

## Военная служба и послевоенные годы

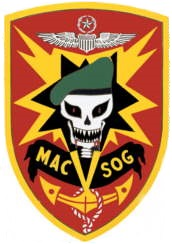
Служба в рядах «зелёных беретов» предопределила дальнейшую жизнь Теклбери и его привычки

Как отмечают научный сотрудник колледжа Смит Стивен Пауэрс и профессор Стенли Ротман, на момент съёмок первого фильма серии в Голливуде было популярным амплуа персонажа военных фильмов — стереотип военного, «рождённого убивать», и в соответствии со стереотипным голливудским образом Теклбери показан как отставной, образцовый спецназовец.
Из первого фильма серии известно, что Теклбери в середине 1960-х годов проходил службу в рядах «зелёных беретов» во Вьетнаме. Он служил в составе MACV-SOG — секретном подразделении специального назначения Вооружённых сил США, созданном для ведения спецопераций во время Вьетнамской войны (подразделение действовало за линией фронта, в северовьетнамском тылу, с 1964 по 1972 гг.).
За время службы он настолько привык к военным порядкам, жаргону, что спустя много лет после демобилизации он по-прежнему живёт на казарменном положении даже у себя дома, где он обустроил свой задний двор подобно учебному тактопо́лю, внешне напоминающему вьетнамские джунгли и «пески Иводзимы» одновременно. Он носит форменную ветеранскую футболку под армейские штаны и ботинки с высоким берцем и разъезжает по городу на армейском джипе M151 с военной радиостанцией на борту, а его поведение на публике сразу же выдаёт в нём отставного военного. Как ветеран военной службы он порой с трудом различает мирную жизнь и боевые действия, часто использует в речи армейский сленг: «Вас понял», «Так точно!», «Никак нет!», живёт по 24-часовому графику (общепринятым в Соединённых Штатах является 12-часовой формат времени, а 24 часа — это режим американских Вооружённых сил).
Отсюда его предпочтение армейскому снаряжению перед обычными полицейскими спецсредствами и его манера поведения: во всех ситуациях, требующих от полицейского быстрых решений и действий, он предпочитает действовать по-боевому, а не в рамках «гражданских» полицейских инструкций, подчиняясь принципу так называемого «прямого действия», и даже самые пустяковые задания выполняет с явным перебором (например, расстреляв таксофон, дабы вернуть старушке четвертак). С нарушителями общественного порядка общается в ультимативной форме, не делая каких-либо поблажек даже для малолетних нарушителей, с которыми он обращается как инструктор с молодыми курсантами во время прохождения курса молодого бойца: «БЕГОМ, я сказал!». Не делает он исключений и по биологическому признаку, будь то человек, животное, рыба или даже ЭВМ: в представлении Теклбери, перед законом все равны. Среди других ключевых персонажей серии Теклбери выполняет роль «Грязного Гарри», такой итог подводят Пауэрс и Ротман, давая общую характеристику Теклбери.
Среди всех прочих армейских привычек, унаследованных Юджином от прежней жизни, одной из главных отличительных черт Теклбери, которая выделяется во всех фильмах серии «Полицейская академия», является его патологическая, почти маниакальная страсть к оружию — он даже спит с револьвером под подушкой, на что обращает внимание американский киновед Джон Пуччио. Райан Циммерман (Канзасский университет) в своём хит-параде из пяти самых крутых ребят с жестокими наклонностями среди всех положительных персонажей американского кино поставил его на четвёртое место (первое место за «крепким орешком» Джоном Макклейном). Это обусловлено, в первую очередь: «Его страстной любовью к оружию, оружию и ещё раз оружию».

## Одержимость оружием
Как пишет кинообозреватель французского еженедельника «L’Express» Патрис Боллонь, по общему поведению и по отдельным фразам Теклбери можно составить о нём общее представление как об одержимом оружием. Это наглядно продемонстрировано в частности в четвёртом фильме — «Граждане в дозоре»: расхаживая вдоль огневого рубежа на стрельбище, он зачитывает целый монолог перед новобранцами о важности «единения» полицейского с его табельным оружием: «Ты чувствуешь его, сжимаешь в руках как живое продолжение тебя самого, стремишься слиться с ним в единое целое». Махоуни, стоя в сторонке, замечает по этому поводу: «Точь-в-точь то же самое, чего я жду от женщины». В четвёртом фильме — «Граждане в дозоре», — когда комендант Эрик Лассард спрашивает у своих подчинённых: «Что самое досадное в нашей полицейской работе?», Теклбери не задумываясь говорит: «То, что нам не разрешают носить с собой ручные гранаты», или же в сцене с акулой, которая выныривает перед самым дулом револьвера 44-го калибра и получает приказ немедленно покинуть прибрежную зону Майами-Бич.
«Оружейным фанатиком» называет Теклбери профессор университета Индианы Одри МакКласки. «Эта одержимость является, в том числе, индикатором стабильности киносерии для критиков — если в каждом новом фильме серии Теклбери по-прежнему одержим оружием — значит всё в порядке», — пишет британский киновед Филип Стрик. Это обстоятельство подтверждает кинообозреватель журнала «Empire» Йен Фриер: у каждого из персонажей свой коронный номер и своё кредо, Хайтауэр — это ходячая скала, Кэллэхэн тоже сильна в этом плане, но только не исполинским ростом, а своими внушительными размерами, скрывающимися под униформой; кредо Теклбери — его непреходящая воинственность.
Особую страсть Юджин питает к крупным калибрам и револьверам «Магнум», ему доставляет удовольствие сравнивать на досуге преимущества убойной силы по отношению к останавливающему действию. За чрезмерную любовь к оружию он даже был подвергнут трибуналу в годы его военной службы. В фильмах в его руках появляются (в списке серым цветом выделено оружие, кадры с которым не вошли в финальную версию фильма):
| - Револьверы «Смит-Вессон» различных моделей; - Револьвер Ruger Super Redhawk; - Револьвер Dan Wesson; - Карманный полицейский пистолет «Вальтер»; - Дерринджер Compact Off-Duty Police; - Пистолет «Беретта»; - Пистолет Detonics ScoreMaster; - Крупнокалиберный пистолет Desert Eagle; - Помповое ружьё High Standard; - Помповое ружьё «Ремингтон»; - Автоматическое гладкоствольное ружьё SPAS; - Пистолет-пулемёт «Узи»; |  | - Штурмовая винтовка «Лидер Дайнемикс»; - Штурмовая винтовка M16 с подствольным гранатомётом; - Пулемёт M60; - Ручные гранаты Mk 2; - Мини-арбалет; - Лук «Хойт/Истон»; - Бензопилы «Штиль» и немаркированной модели; - РПГ «Базука» (в мультипликационной серии); спецтехника, типа бронированного полицейского тараномобиля; различные спецсредства типа полицейской дубинки (тонфы) и спецбоеприпасы (к примеру, надкалиберные гранаты со слезоточивым газом, или надкалиберные ракеты с вмонтированными радиопередатчиками слежения). |

За такое разнообразие кинообозреватель газеты «Washington Post» Ричард Харрингтон называет Теклбери «ходячим арсеналом».
Как уже отмечалось выше, Теклбери выполняет роль «Грязного Гарри», только с револьвером ещё более мощным, чем .44 «Магнум», револьвером, которым, как сострил по этому поводу американский кинокритик Джо Боб Бриггс, можно снести пол-Монтаны. И чтобы превзойти Гарри по всем статьям, Теклбери всё же носит с собой гранаты, в обход служебных инструкций, отмечает кинообозреватель газеты «Deseret News» Крис Хикс. «Повёрнутый на оружии симпатяга», — как его называет Йен Фриер.

## Служба в полиции и семейная жизнь
Какое-то время до поступления в академию Юджин работает охранником, пока вновь избранная мэр города Мэри Сью Бил не издаёт указ о приёме граждан в полицейскую академию без учёта специальных требований (то есть всех подряд, в том числе психически нестабильных) — на этот призыв откликается в том числе и Теклбери, которому работа охранником уже поднадоела. Звание, в котором Юджин уволился из Вооружённых сил, не оглашается, и на учёбу в академию Теклбери идёт рядовым кадетом. Во втором фильме, «Их первое задание», Теклбери вместе с другими «отличниками учёбы» — кадетами-выпускниками — направляют под командование капитана Пита Лассарда (брата коменданта академии) в 16-й полицейский участок для борьбы с захлестнувшей город оргпреступностью. В третьем фильме серии — «Переподготовка» — ему присвоено сержантское звание и он занимается воспитанием молодых кадетов — будущих полицейских. Помимо всех прочих, армейских навыков, выясняется что Теклбери не чужды и кое-какие гражданские умения — он талантливый саксофонист — в этой сцене его дублировал не кто иной как Брюс Спрингстин, — иронизирует по этому поводу преподаватель университета Кэрролл Ник Кэтерс,.
Начиная со второго фильма серии, — как было подмечено киноведом Фрэнком Мэгиллом, — параллельно со службой, развивается и семейная жизнь Теклбери. В напарники к Теклбери приставляют патрульную Кэтлин Киркленд (в следующих сериях она уже лейтенант). Несмотря на изначальный маскулинизм и предубеждённое отношение Юджина к женскому полу и его негодование от того, что получил в напарники женщину, после того как Киркленд показывает свои немалые познания оружейного дела, а также свой «Кольт Комбат-Магнум» калибра .357, который, как кокетливо она призналась, был выбран ею за глубокую «проникающую способность», ей удаётся растопить сердце старого вояки Теклбери и завоевать его расположение. Дуэту Теклбери—Киркленд, как отмечает британский кинообозреватель Д.Дж. Нокк, зрители обязаны единственной сценой в жанре кинобоевика за весь фильм, в которой те, прибыв на место происшествия, разносят вдребезги ювелирный магазин. Концовка второго фильма соответствующая: свадьба Теклбери и Киркленд в военном стиле, под выстроенным en garde парадным строем выпускников полицейской академии. В шестом фильме «Город в осаде» у супругов Теклбери рождается сын. В отличие от любителя женского пола Махоуни, который не отличается постоянством и в каждом фильме меняет объект своей симпатии, Теклбери демонстрирует завидное постоянство. Вообще, какое-либо постоянство в личных отношениях персонажей «Академии» не является предметом интереса создателей фильмов, что, по мнению кинокритика Джошуа Миллера, и делает брачно-семейные дела Теклбери такими интересными зрителю и в целом «вытягивает» весь второй фильм. Например, удачной была так называемая «постельная сцена» — с будущих супругов на пол падает целый арсенал, и становится очевидным что на них больше оружия, чем предметов одежды.
Вообще, что касается напарниц, то у Теклбери они обе ему под стать, — убеждён лос-анджелесский кинообозреватель Уитни Сиболд, — и в четвёртом фильме — «Граждане в дозоре» — в напарницы Юджин получает семидесятилетнюю миссис Фельдман (актриса Билли Бёрд, которой тогда было уже под восемьдесят), которая рада выбраться из дома престарелых, пострелять из крупнокалиберного револьвера и внести свою лепту в борьбу с бандитизмом.
Что касается его новых родственников, то семья жены Юджина превосходит всякие ожидания: тесть и шурин — боксёры-любители, то и дело пытаются вступить в драку друг с другом прямо за обеденным столом. Среди своих родственников Теклбери не единственный, кто обладает необычным характером. Как известно из первого фильма, его револьвер — значительных размеров «Смит-Вессон» 629-й модели — был подарен ему мамой, о чём он с гордостью докладывает капитану Харрису.

## Методы работы и мнения настоящих полицейских
Теклбери, как пишет в своей рецензии Лиза Уиллис (Сиэтлский университет), является карикатурным изображением той напа́сти, которая захлестнула в своё время все полицейские участки Америки, — стремления навесить на себя побольше всякого вооружения, он олицетворяет собой веру во всемогущество оружия. С сильным характером, но в то же время приветливый типаж, Теклбери склонен переусердствовать практически в любой возникающей ситуации, потому отдельного внимания заслуживают его методы работы, в которых, по словам Дж. Пуччио, воплощён его казарменный юмор. Например, сцена с котом, который забрался на дерево и не может спуститься. Проходивший поблизости Теклбери не остаётся в стороне и помогает хозяйке кота снять питомца с дерева… пальнув из своего 44-го. Несмотря на то, что сцена с котом была очень хитроумно срежиссирована без насилия над животным в кадре, — здесь, по мнению кинокритика Брайана Приско, надо отдать должное режиссуре — выстрел прогремел за кадром, — такие методы несовместимы с работой в полиции. Так, во всяком случае, считает Боб Кули — сотрудник вашингтонской муниципальной полиции и шерифской службы Северной Виргинии с более чем тридцатилетним стажем. По словам Кули, такие случаи — не редкость в повседневной полицейской работе, и нужно быть предельно осторожным, ведь местные активисты SPCA сразу бы накинулись на того из стражей порядка, кто позволил бы себе такое обращение с животным, и не успокоились бы до тех пор, пока этого сотрудника не уволили из полиции. Слова Боба Кули подтверждает сотрудник полиции Солт-Лейк-Сити, представившийся детективом Харди, который признаёт, что и в рядах полиции есть, если можно так выразиться, «случайные люди», которые попали на службу туда в силу тысячи различных обстоятельств, не исключение и такие типажи, как Теклбери, — как считает Харди, всему виной полицейские телесериалы вроде шедшего в 1970-х «SWAT». Но всех сотрудников, подобных Теклбери, рано или поздно увольняют. По словам Харди, в современной полиции нет места свихнувшимся на оружии сумасбродам, которые на каждый вызов стараются прихватить в оруже́йке штурмовую винтовку.
Райан Циммерман уточняет, что Юджин почти всегда первым делом пытается урегулировать ситуацию своими казарменными окриками, и лишь когда из этого ничего не выходит (а из этого никогда ничего не выходит), он без промедления извлекает из кобуры нечто такое, что заставляет злоумышленников пожалеть, что они сразу его не послушались.

## За пределами оригинальной серии
Как персонаж, Теклбери принёс колоссальную популярность воплотившему его актёру Дэвиду Графу, чьи роли третьего плана в телевизионных сериалах проходили незамеченными для кинокритиков, а равно и для простых зрителей, — пишет в газете «New York Times» американский киновед Джейсон Бьюкенен, — Графа стали приглашать на развлекательные шоу в прайм-тайм. Как он сам признался в эфире одного из них — телеигры «Пирамида», после выхода первого фильма серии его приняли в гильдию актёров, он наконец-то выбрался из нищеты и долговой ямы, купил себе новый костюм-двойку и покончил с необходимостью сниматься в эпизодических ролях ради оплаты арендного жилья.
Как пишет упомянутый выше кинообозреватель Уитни Сиболд, Дэвид Граф удачно вписался в типаж, а его игра доставляет немалое удовольствие зрителям. Во многом именно из-за этого, убеждён кинокритик Дэвид Нусаи́р, образ Графа в роли полицейского-милитариста настолько прочно закрепился в памяти американской киноаудитории, что его съёмки в других фильмах означали гарантированное превращение фильма в комедию (как, например, в фильме «Американский кикбоксер-2» (1993), где Граф сыграл роль такого же неунывающего и потешного, но уже не положительного героя, а злодея). И хоть он и превратился в «актёра одной роли», зато какой!
Несмотря на то, что фильмы из серии «Полицейская академия» сами по себе являлись пародией на полицейские фильмы семидесятых—восьмидесятых, на «Полицейскую академию» также были сняты пародии, как, например, фильм «Новобранцы» (англ. Recruits) 1986 года, где актёр Марк Блатмен играет молодого полицейского по имени Клинт (прозрачная отсылка к «Грязному Гарри»), который, как отмечает канадский кинообозреватель Пол Коруп, своим поведением сильно напоминает Теклбери. То же самое, по мнению американского кинокритика Рикки Такера, можно сказать о сержанте Джеке Деклане — персонаже телесериала «Рино 911» (2009—2011) в исполнении Йена Робертса, — устроившемуся на службу в полицию Рино со скрытыми психическими заболеваниями, и в отличие от других сотрудников департамента, которые носят табельную «Беретту», задира Деклан не расстаётся с уже знакомым зрителям 44-м «Магнумом».
В мультсериале 1988—1989 гг., роль Теклбери озвучивал известный канадский актёр Дэн Хеннесси.
В бродвейской постановке — спектакле «Полицейская академия: Неотложка» (англ. Police Academy: Insurgency Emergency), который ставился в марте—апреле 2009 года, театральным режиссёром Адамом Росовичем в театрах «New Millennium» и «National Pastime» — партию Теклбери исполнил американский театральный актёр Скотт Морхед.
После того как актёром Стивом Гуттенбергом (играет роль Кэри Махоуни в фильмах об академии) были озвучены перспективы создания восьмого фильма серии «Полицейская академия», кинокритиками широко обсуждалось, среди прочего, кто́ будет претендовать на роль Теклбери — ведь Дэвид Граф, сыгравший его во всех предыдущих фильмах, скоропостижно скончался от сердечного приступа в 2001 году. По мнению ведущего обозревателя авторитетного киноресурса «Moviefone» Майка Райана, с ролью Теклбери в планируемой восьмой ленте успешно справился бы Рэйн Уилсон — звезда популярного телесериала «Офис» и чёрной комедии «Супер».